# Puerto Lázaro Cárdenas

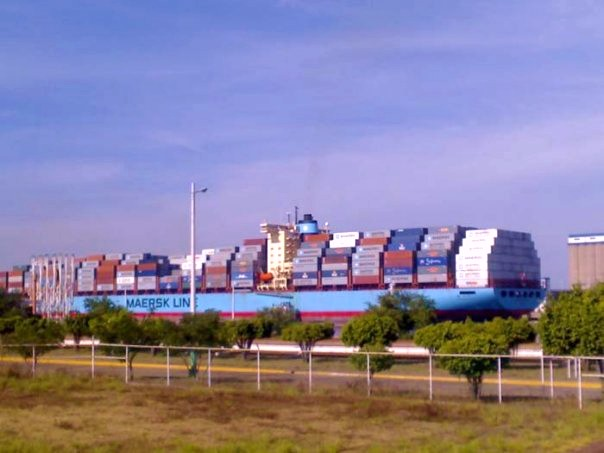
Buque de contenedores.

El Puerto Lázaro Cárdenas es un puerto marítimo joven y dinámico ubicado en la costa del Pacífico Mexicano en el estado de Michoacán, con un potencial de crecimiento y la mejor alternativa de negocios e inversión del país, sustentado en sus ventajas competitivas y el gran trabajo de su comunidad portuaria. Surgido como un puerto industrial, Lázaro Cárdenas comenzó a incursionar en el movimiento de carga comercial tomando importancia en el mercado de contenedores.
Lázaro Cárdenas es uno de los puertos más importantes de México y América Latina, sus condiciones naturales, el desarrollo de su infraestructura, conectividad terrestre y marítima en las principales rutas del comercio del Transpacífico; lo convierten en la mejor alternativa logística para el intercambio comercial entre Asia y América, así como puerta de entrada idónea a los principales centros de distribución del país y de la costa este de Estados Unidos, las zonas de mayor consumo de ambas naciones.
Puerto Lázaro Cárdenas es el punto final del oleoducto Salamanca-Lázaro Cárdenas de diámetro 36 pulgadas.
Las características físicas y geográficas del Puerto Lázaro Cárdenas, en una era donde el comercio marítimo mundial exige a los puertos ser cada día más competitivos y, ante el crecimiento considerable del flujo comercial Asia – México, lo hacen ser una alternativa viable para el movimiento de carga y un punto logístico clave para atender a este creciente mercado. Actualmente cuenta con actores logísticos y operadores portuarios que demuestran eficiencia y rapidez en el intercambio comercial.
Ocupando un papel protagónico como punto de enlace entre Asia y Norteamérica llegando a los principales centros de consumo, mediante una autopista directa y el corredor multimodal ferroviario Lázaro Cárdenas – Kansas City (operado por Canadian Pacific Kansas City) con 15 terminales intermodales. De esta manera se afianza el liderazgo y desarrollo de este puerto para los próximos años dentro de la cadena logística de América Latina, conforme a rumbo estratégico.

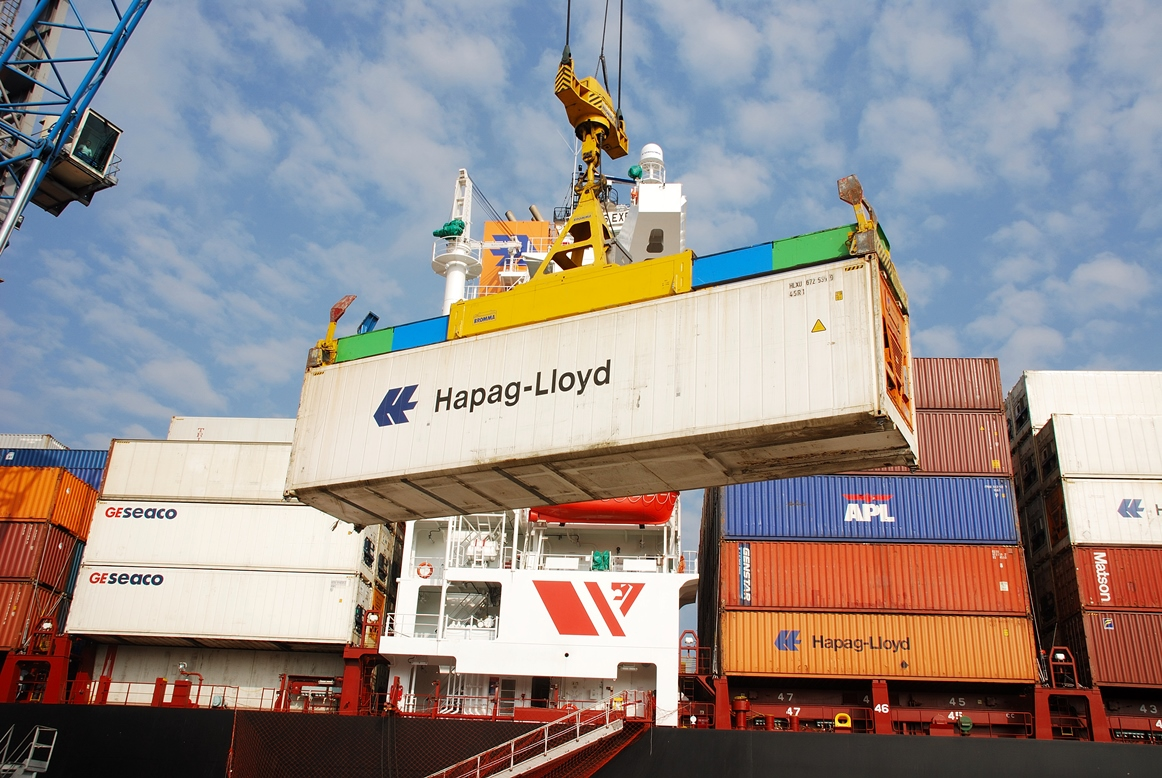
Operación de Carga Portuaria

## Consideraciones técnicas
Las ventajas competitivas del Puerto de Lázaro Cárdenas son de amplio reconocimiento y constituye la base del éxito en el crecimiento de los volúmenes de carga, atención a embarcaciones y la atracción de nuevas inversiones. Cuenta con una posición geográfica estratégica dentro de las principales rutas marítimas de intercambio comercial de la costa pacífico en Asia y América.
El recinto portuario cuenta con 1,500 hectáreas para el desarrollo de nuevos negocios y terminales, sus modernas instalaciones del Puerto Lázaro Cárdenas están equipadas y calificadas para cubrir con eficiencia, seguridad y productividad todas las actividades comprendidas en un puerto industrial y comercial de su magnitud.
El puerto está acondicionado para recibir navíos de grandes dimensiones, calado y todo tipo de cargas, Lázaro Cárdenas es el único puerto de México con 18.00 metros de profundidad. Es además, el único puerto protegido que puede recibir embarcaciones de hasta 170 mil toneladas de desplazamiento. Cuenta con una conexión ferroviaria y carretera a las principales zonas económicas e industriales de México y la costa este de Estados Unidos a través de 15 corredores intermodales establecidos y una moderna autopista.
Atiende carga contenerizada automotriz, granel mineral, carga general, granel agrícola y fluidos. Cuenta con una infraestructura de clase mundial en terminales portuarias especializadas a cargo de operadores globales líderes en su ramo.

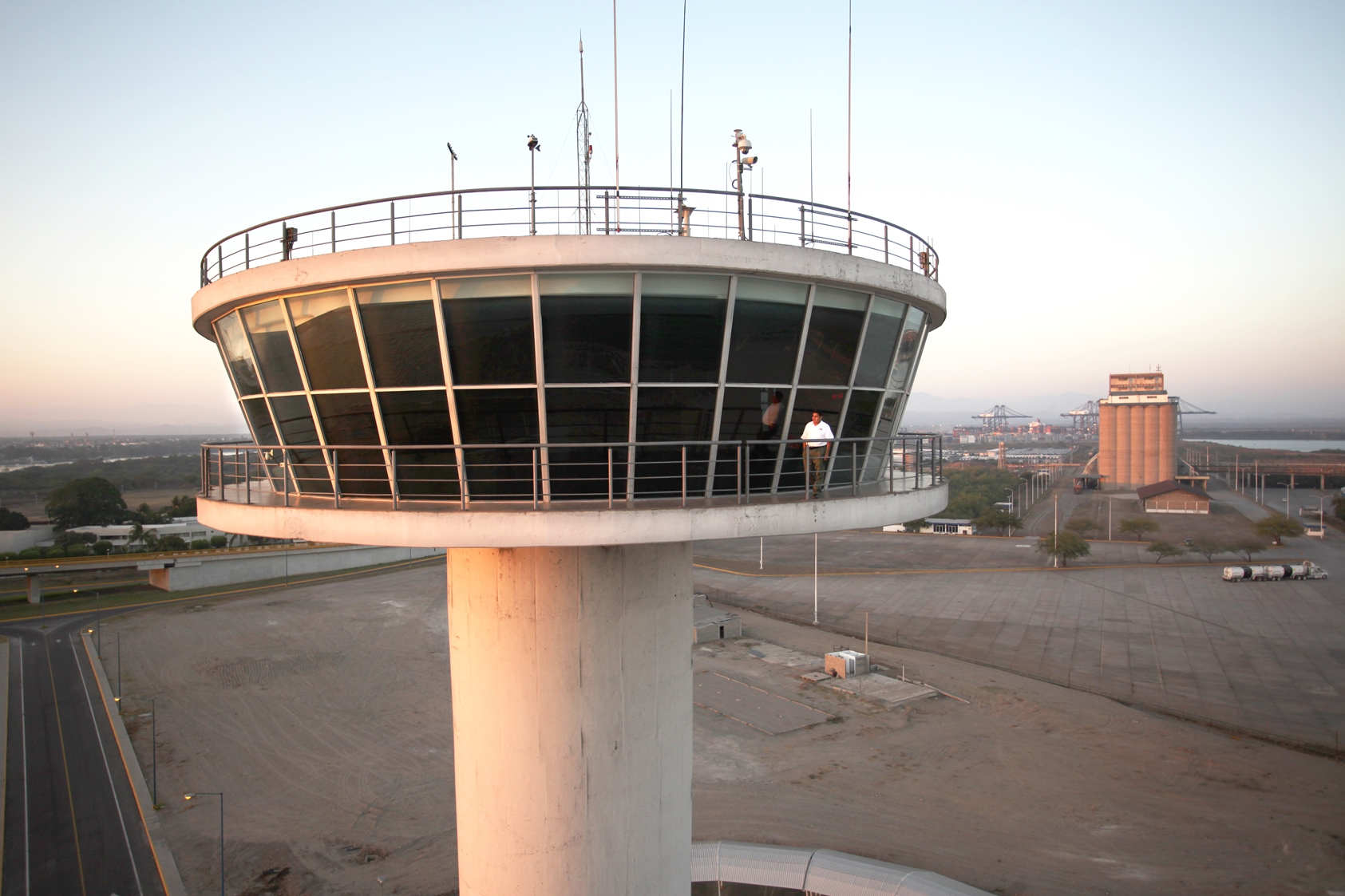
Torre de Control de Tráfico Marítimo

Actualmente operan en el Puerto 17 líneas navieras con 29 servicios marítimos comerciales que conectan a Lázaro Cárdenas con 38 puntos de 15 países de Asia y América:
• Hapag-Lloyd
•	Evergreen Holding Group
•	APL
• COSCO
• CSAV
• CMA CGM
• CCNI
•	Maerskline
•	China Shipping Container Lines
•	Mitsui O.S.K. Lines
• Hamburg Süd
• Mediterranean Shipping Company
•	Wan Hai Lines
•	Hyundai Merchant Marine
• Hanjin Shipping
• NYK Line
Rumeco (Ruta Mexicana de contenedores)
•	Pacific International Lines

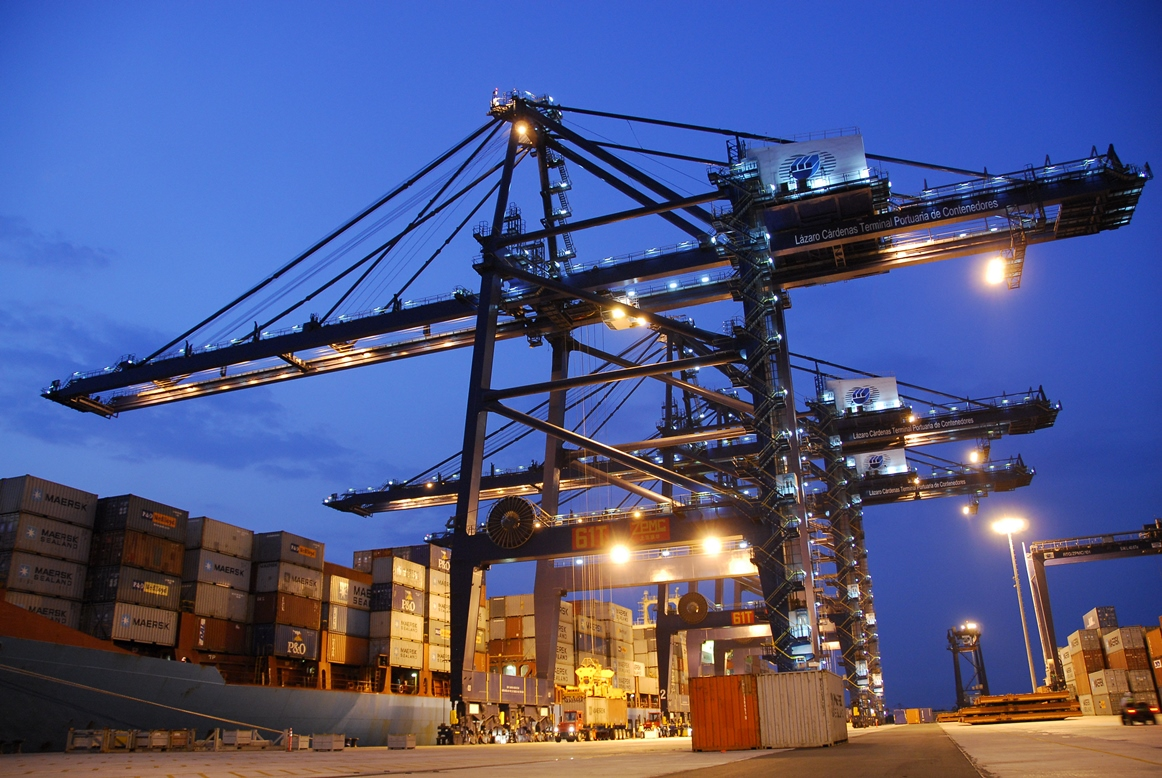
TEC I

Los servicios portuarios que presta la entidad a las embarcaciones son los siguientes:

#### Servicios Generales
•	Avituallamiento y proveeduría
•	Suministro de agua potable
•	Suministro de combustible y lubricantes
•	Tendido de barreras flotantes
•	Reparación a flote
•	Recolección de basura
•	Fumigación
•	Inspección de carga

#### Ayuda a la navegación
•	Pilotaje
•	Lanchaje
•	Remolque
•	Amarre de cabos
•	Centro Control Tráfico Marítimo

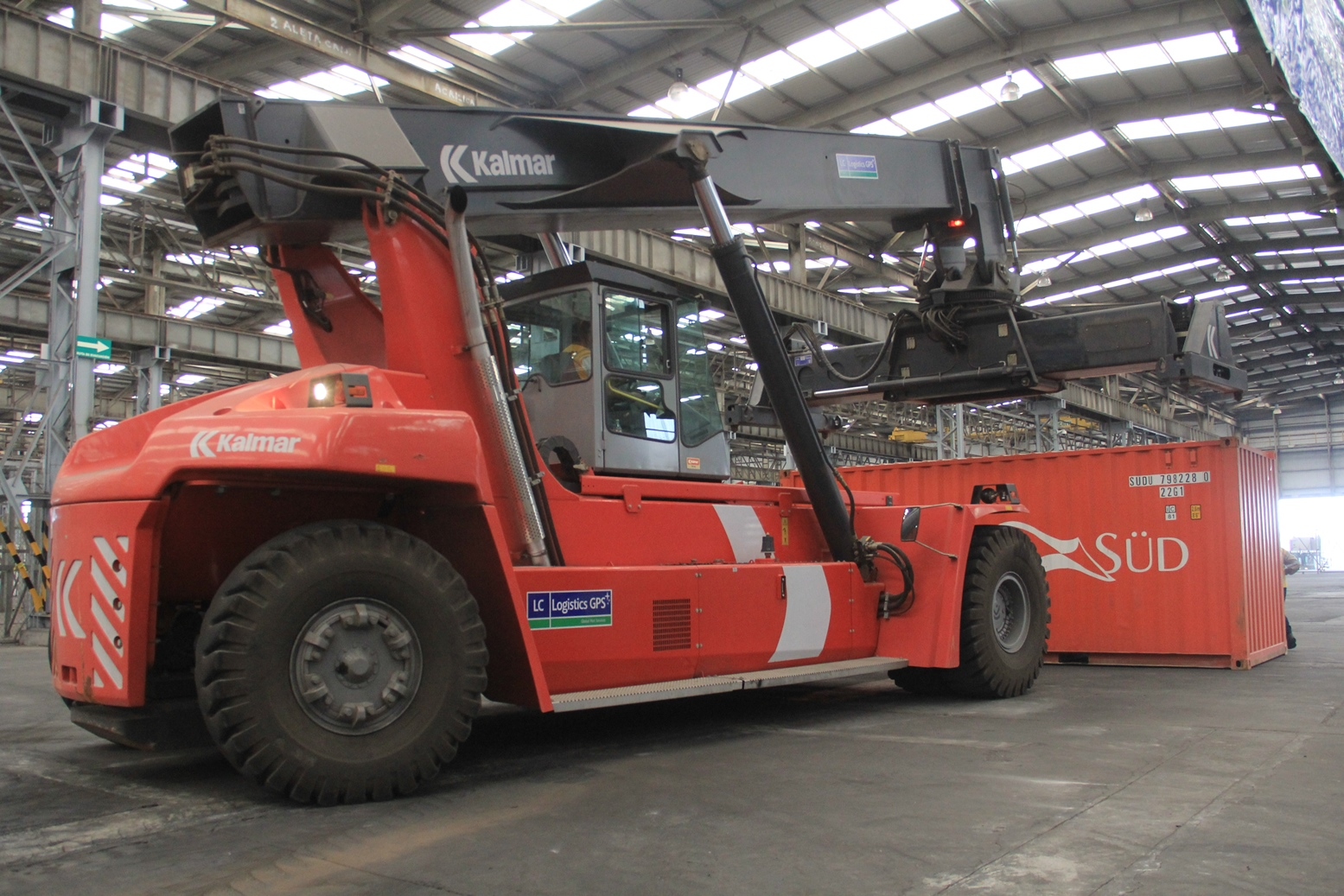
ALMACÉN LC LOGISTICS GPS

Cuenta con servicios de Carga los cuales facilitaran las maniobras:
•	Carga y descarga
•	Alijo
•	Estiba
•	Acarreo
•	Almacenaje

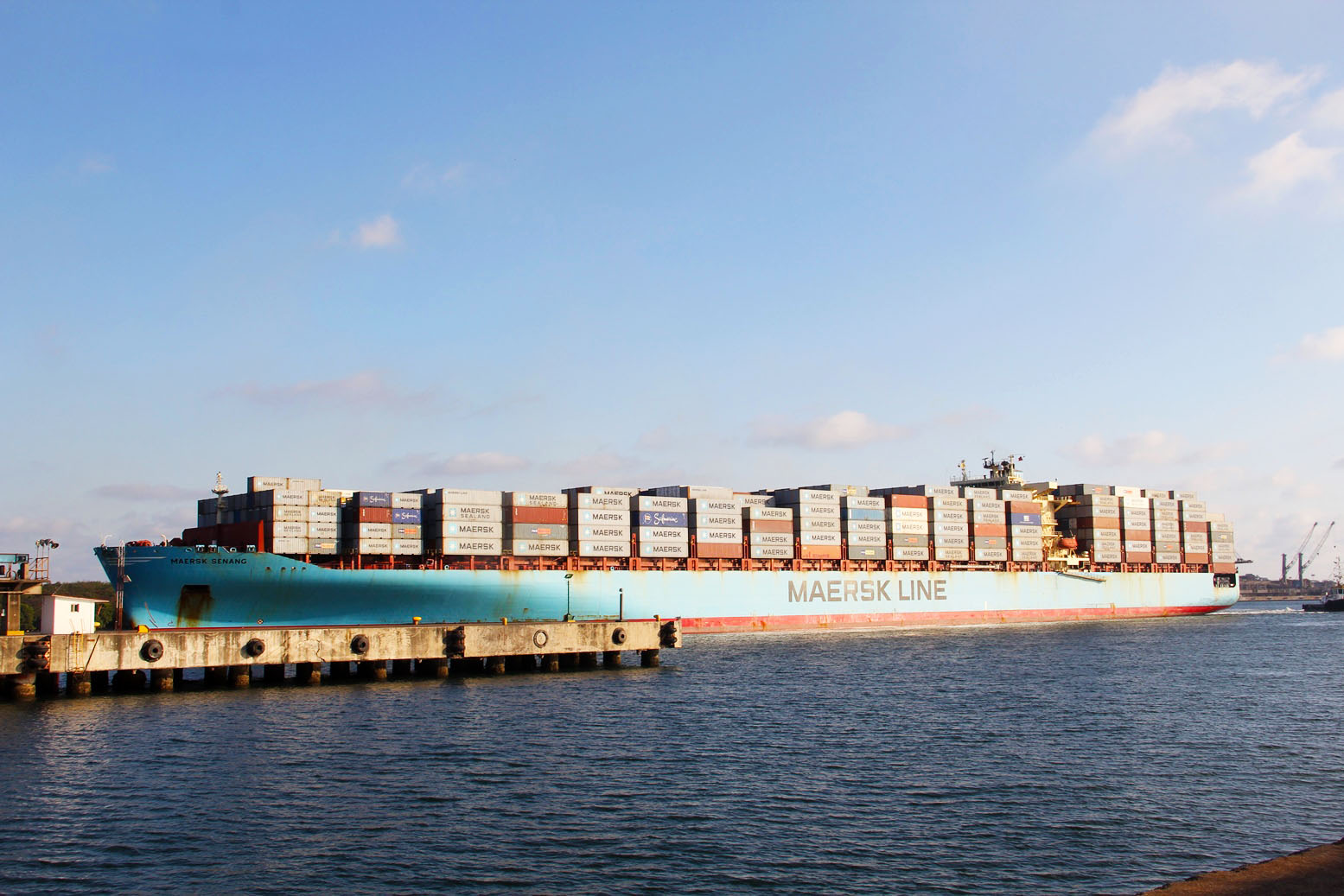
Arribo de Buque al Puerto Lázaro Cárdenas

Provee con la infraestructura básica al puerto:
•	Dragado
•	Vialidades Comunes
•	Accesos
•	Protección playera
•	Faro
•	Vías Férreas
•	Servicios básicos

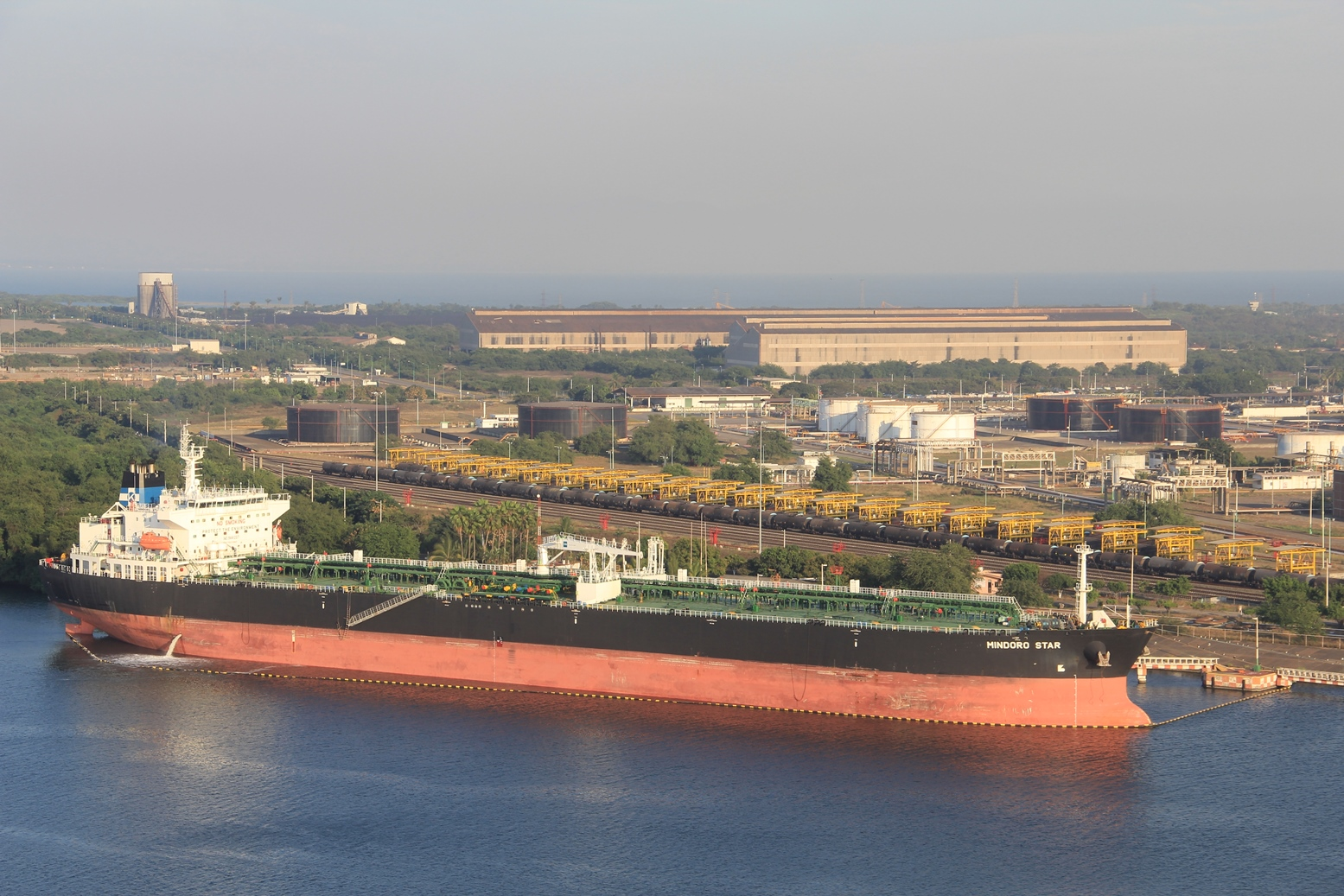
Terminal de Fluidos Puerto Lázaro Cárdenas

El Puerto de Lázaro Cárdenas cuenta con un recinto de operatividad que ofrece una gama de oportunidades para el desarrollo económico y comercial, en donde dispone de:
•	Terminal Especializada de Contenedores I
•	Terminal de Usos Múltiples I
•	Terminal de Usos Múltiples II
•	Terminal de Graneles Agrícolas
•	Terminal de Desmantelamiento de embarcaciones
•	Terminal de Minerales a granel y productos derivados del acero
•	Terminal de Carbón
•	Terminal de Metales y Minerales
•	Terminal de Fertilizantes
•	Terminal de Fluidos Petroleros
•	Punto de Inspección Fitozoosanitarial
•	Patios de Almacenamiento
•	Terminal de Recepción y Almacenamiento de aceites vegetales
•	Terminal de Usos Múltiples III
•	Área de Servicios Logísticos al Autotransporte
•	Pensión Portuaria para el Autotransporte
•	Aduana Marítima Local Lázaro Cárdenas
Actualmente cuenta con varios proyectos con avances considerables que formarán parte de los servicios que ofrece este recinto portuario como:
•	Terminal Especializada de Contenedores II
•	Terminal Especializada de Automóviles
•	Recinto Fiscalizado Estratégico

## Conectividad
Lázaro Cárdenas - Altamira/Tampico
Tiempo de Recorrido: 58 a 70 hrs.
Kilómetros: 1266 km
Operador: Canadian Pacific Kansas City (CPKC)
Ventajas Competitiva

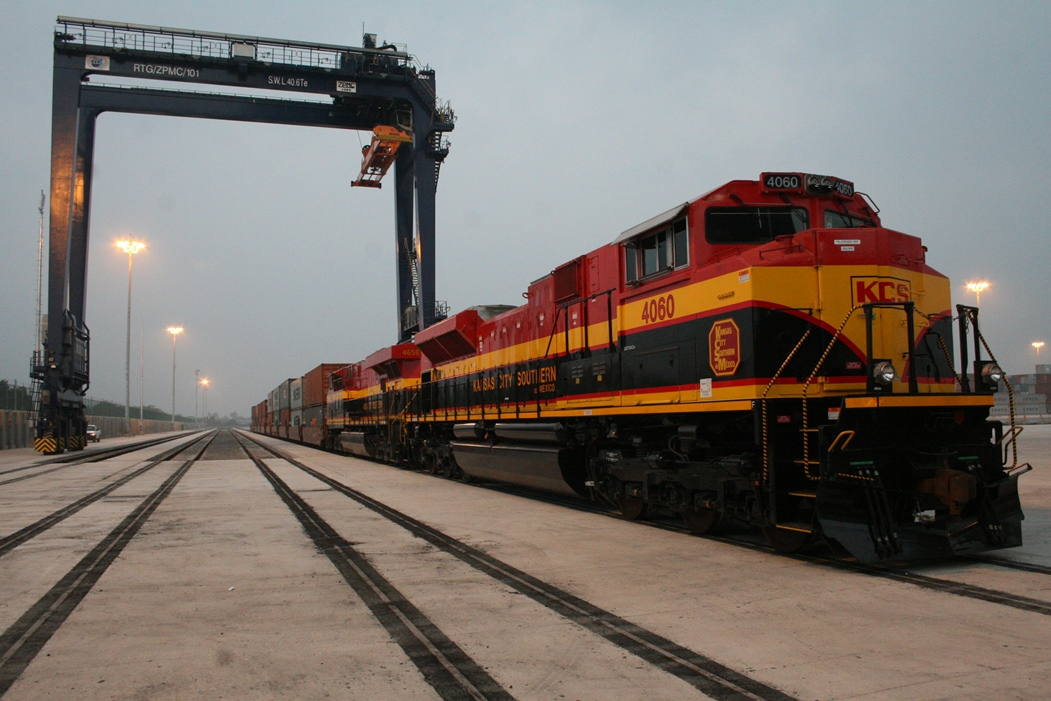
Vía Ferroviaria KCSM, actualmente Canadian Pacific Kansas City (CPKC).

Conexión con el puerto de mayor desarrollo del Golfo de México
Posibilidad de desarrollar un corredor transoceánico Asia-Lázaro Cárdenas-Altamira-Europa
Lázaro Cárdenas - Cuauhtitlán
Tiempo de Recorrido: 36 a 48 hrs.
Kilómetros: 863 km
Operador: Canadian Pacific Kansas City (CPKC)
Ventajas Competitivas
Corredor más corto del Pacífico a la zona de mayor consumo del país
Conexión directa con terminal ferroviaria
Aduana interna
Lázaro Cárdenas - Guadalajara
Tiempo de Recorrido: 60 a 72 hrs.
Kilómetros: 896 km
Operador: Canadian Pacific Kansas City (CPKC)
Ventajas Competitivas
Fidelidad de los clientes a la línea naviera Maersk Sealand
Lázaro Cárdenas - Monterrey
Tiempo de Recorrido: 58 a 70 hrs.
Kilómetros: 1292 km
Operador: Canadian Pacific Kansas City (CPKC)
Ventajas Competitivas
Conexión directa con la zona con mayor desarrollo industrial del país
Conexión con terminal intermodal
Cuenta con aduana interna
Lázaro Cárdenas - Pantaco
Tiempo de Recorrido: 36 a 48 hrs.
Kilómetros: 863 km
Operador: Canadian Pacific Kansas City (CPKC)
Ventajas Competitivas
Corredor más corto del Pacífico a la zona de mayor consumo del país
Conexión directa con terminal ferroviaria
Aduana interna
Lázaro Cárdenas - Querétaro
Tiempo de Recorrido: 36 a 48 hrs.
Kilómetros: 623 km
Operador: Canadian Pacific Kansas City (CPKC)
Ventajas Competitivas
Conexión a principal zona industrial del Bajío
Conexión directa a terminal intermodal
Lázaro Cárdenas - San Luis Potosí
Tiempo de Recorrido: 38 a 50 hrs.
Kilómetros: 792 km
Operador: Canadian Pacific Kansas City (CPKC)
Ventajas Competitivas
Conexión directa a terminal intermodal
Cuenta con aduana
Lázaro Cárdenas - Tóluca
Tiempo de Recorrido: 42 a 55 hrs.
Kilómetros: 897 km
Operador: Canadian Pacific Kansas City (CPKC)
Ventajas Competitivas
Conexión a zona industrial del centro del país
conexión con terminal ferroviaria
Lázaro Cárdenas - Veracruz
Tiempo de Recorrido: 58 a 70 hrs.
Kilómetros: 1303 km
Operador: Canadian Pacific Kansas City (CPKC)
Ventajas Competitivas
Conexión con el puerto que opera el mayor número de contenedores en el Golfo de México
Posibilidad de desarrollar un corredor transoceánico Asia- Lázaro cárdenas - Altamira - Europa
El operador portuaria de ambas terminales es el HPH.

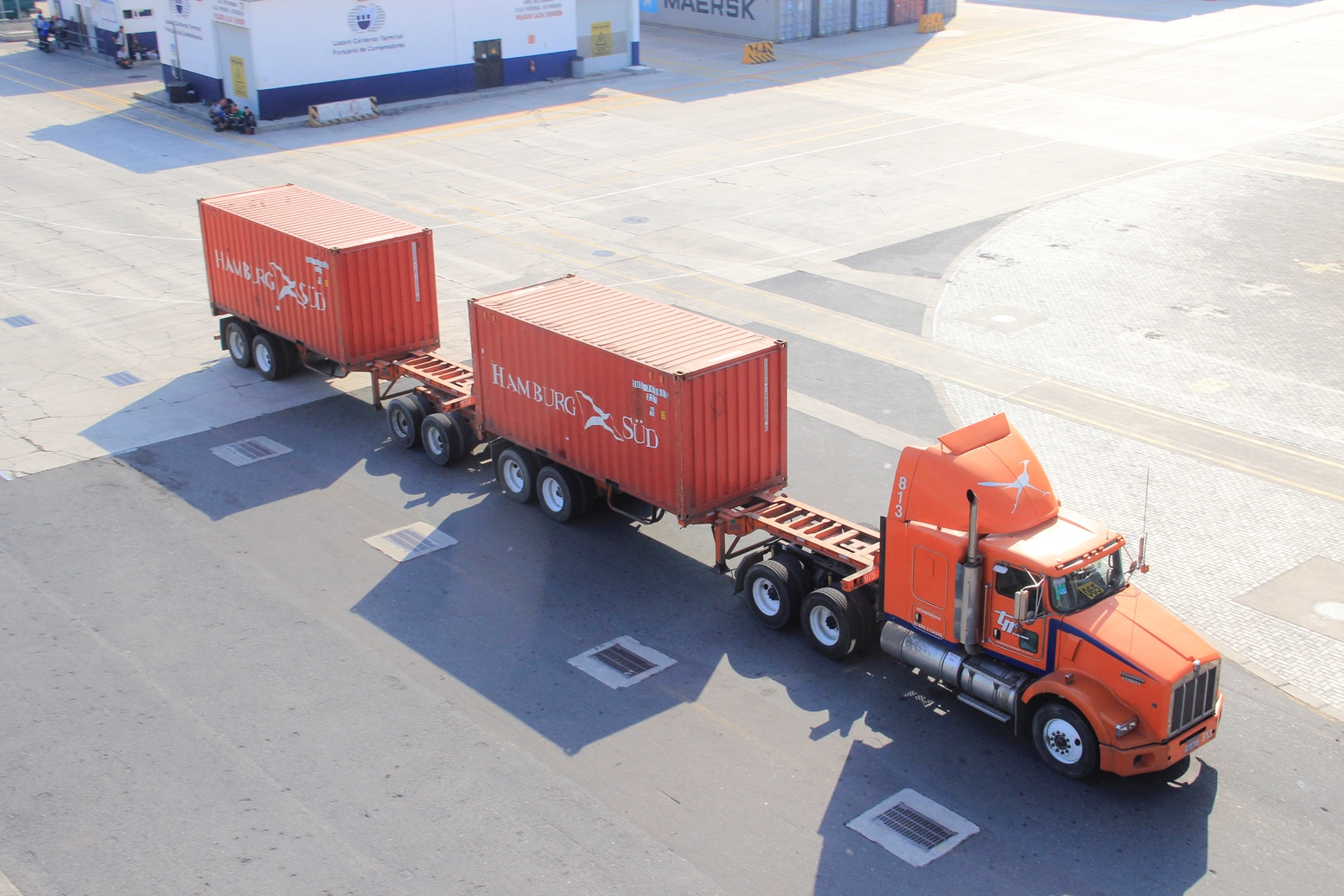
Movilización vía Autotransporte